# Coffea floresiana
Coffea floresiana är en måreväxtart som beskrevs av Jacob Gijsbert Boerlage. Coffea floresiana ingår i släktet Coffea och familjen måreväxter. Inga underarter finns listade i Catalogue of Life.